# Berezeni
Berezeni is een Roemeense gemeente in het district Vaslui.
Berezeni telt 5435 inwoners.